# Leopold I van Oostenrijk (markgraaf)
Leopold I van Oostenrijk (Pöchlarn?, ca. 936 - Würzburg, 10 juli 994) uit het geslacht der Babenbergers was markgraaf van de Beierse Oostmark. 
Leopold was een edelman uit het zuidoosten van Beieren, in 963 wordt hij genoemd bij een goederenruil in de omgeving van Salzburg (stad). In 976 steunde hij keizer Otto II tijdens de opstand van Hendrik II van Beieren. Als beloning daarvoor werd hij benoemd tot markgraaf van Oostenrijk, als vervanger van een zekere Burkhard. Met deze benoeming viel het markgraafschap direct onder de koning en niet meer onder de hertog. In de volgende jaren verwierf hij ook in 977 de Traungau, in 979 de Sundergau en in 983 de Donaugau. In 991 breidde hij het markgraafschap uit tot aan de rivier de Fischa. 
Leopold overleed twee dagen nadat hij werd getroffen door een vergiftigde pijl tijdens een toernooi in Würzburg. De aanslag was een vergissing, de moordenaar wilde wraak nemen op Leopolds neef Hendrik van Schweinfurt, die de broer van de moordenaar de ogen had laten uitsteken. Leopold is begraven in Würzburg.
Er zijn veel speculaties over de ouders van Leopold. Mogelijke vaders zijn Arnulf I van Beieren, Arnulf II van Beieren, Koenraad I van Zwaben en Berthold I van Beieren. Leopold was gehuwd met Richardis. Leopold en Richardis hadden de volgende kinderen:
- Hendrik I van Oostenrijk
- Judith
- Ernst I van Zwaben
- Poppo van Babenberg, in 1007 proost van de kathedraal van Bamberg, 1016 bisschop van Trier, voogd van zijn neef Ernst II van Zwaben, ovl. 1047, begraven in Sint Simeon te Trier en in 1803 overgebracht naar Sint Gervasius
- mogelijk Liutpold
- Adelbert van Oostenrijk
- Cunigonde
- Hemma, gehuwd met graaf Rapoto van Dießen
- Christine.